# 米子市水道記念館
米子市水道記念館（よなごしすいどうきねんかん）は、鳥取県米子市車尾南にある博物館。

## 概要
建物は1926年6月29日に竣工し、1965年12月までの間、車尾中央ポンプ場上屋及び監視室として使用されていた。
1987年に米子市制60周年記念事業の一環として水道記念館としてオープンした。
1998年2月には県民の建物100選に選ばれ、2001年には国の登録有形文化財として登録された。